# Dragacz
Dragacz est une gmina rurale du powiat de Świecie, Couïavie-Poméranie, dans le centre-nord de la Pologne. Son siège est le village de Dragacz, qui se situe environ 23 km au nord-est de Świecie et 53 km au nord de Toruń.
La gmina couvre une superficie de 111,14 km2 pour une population de 6 884 habitants.

## Géographie
La gmina est bordée par la ville de Grudziądz et les gminy de Chełmno, Grudziądz, Jeżewo, Nowe, Świecie et Warlubie.